# Aksai
Aksai (kinesiska: 阿克塞; pinyin: Ākèsài) är ett kazakiskt autonomt härad inom Jiuquans stad på prefekturnivå i provinsen Gansu i nordvästra Kina. Det ligger omkring 940 kilometer nordväst om provinshuvudstaden Lanzhou.
Aksai är indelat i en köping och två socknar.
- Hongliuwan köping (红柳湾镇)
- Akeqi socken (阿克旗乡)
- Aleteng socken (阿勒腾乡)